# Molophilus pulcherrimus
Molophilus pulcherrimus là một loài ruồi trong họ Limoniidae. Chúng phân bố ở miền Australasia.